# 2015—2016年澳洲地區熱帶氣旋季
2015－16年澳洲地區熱帶氣旋季，泛指在2015年7月至2016年6月內的任何時間在澳洲所產生的熱帶氣旋。大部份於澳洲地區的熱帶氣旋通常都會於11月至4月期間形成。
本條目的範圍僅侷限於赤道以南，東經90度-160度以內的澳洲地區水域。這範圍包括了澳大利亞、巴布亞新幾內亞、所羅門群島的西部地區、東帝汶和印度尼西亞的南部地區。在澳洲地區產生的熱帶氣旋是由澳洲、印尼和巴布亞新畿內亞命名，而美國聯合颱風警報中心會把在該地區的熱帶低氣壓的編號以S或P字母作結。
以下各熱帶氣旋資訊以熱帶氣旋存在期間的最強形態為準。

## 熱帶氣旋

### 熱帶氣旋拉奎爾（Raquel）
2015年6月30日19:00UTC，熱帶低氣壓17F越過東經160度線，離開南太平洋海域，進入由澳洲氣象局負責的澳洲海域。當時澳洲氣象局將其定性為一級熱帶氣旋，並命名為Raquel（拉奎爾）及給予編號01U。而聯合颱風警報中心當時將其定性為熱帶風暴。
7月1日06:00UTC，澳洲氣象局將編號修正為24U。13:00UTC，澳洲氣象局再次將編號修正為01U。
7月2日06:00UTC，澳洲氣象局將其降格為熱帶低氣壓。09:00UTC，拉克爾再次越過東經160度線，離開澳洲海域，返回南太平洋海域。
7月4日09:00UTC，熱帶低氣壓拉奎爾再次越過東經160度線，離開南太平洋海域，再次進入由澳洲氣象局負責的澳洲海域。當時澳洲氣象局將其定性為熱帶低氣壓。
7月5日21:00UTC，澳洲氣象局為其發出最後熱帶氣旋報告。

### 熱帶氣旋斯坦（Stan）
1月31日06:00UTC，澳洲氣象局將斯坦降格為熱帶低氣壓。

## 其他熱帶氣旋
除了被命名的熱帶氣旋外，還有一些沒被命名的熱帶低氣壓和被聯合颱風警報中心認為是熱帶風暴的熱帶氣旋。以下列出那些熱帶氣旋的資料。

## 風暴名稱

### 雅加達熱帶氣旋警告中心
如果一個熱帶氣旋在南緯0-10度和東經90-125度之間形成，雅加達熱帶氣旋警告中心就會使用下列列表中的名字為它命名。 下一個使用的名字為Cempaka。
| Cempaka（未用） | Dahlia（未用） | Flamboyan（未用） | Kenanga（未用） | Lili（未用）   |
| Mawar（未用）   | Seroja（未用） | Teratai（未用）   | Anggrek（未用） | Bakung（未用） |

### 莫爾茲比港熱帶氣旋警告中心
如果一個熱帶氣旋在南緯0-約10度和東經約141-約160度之間形成，在巴布亞新幾內亞的莫爾茲比港熱帶氣旋警告中心就會為它命名。在此區形成的熱帶氣旋比較罕見，在2007年氣旋季後此區一直沒有熱帶氣旋形成。 此區的熱帶氣旋名字會在下列列表中隨機使用. 
| Alu（未用）  | Buri（未用） | Dodo（未用） | Emau（未用） | Fere（未用）  |
| Hibu（未用） | Ila（未用）  | Kama（未用） | Lobu（未用） | Maila（未用） |

### 澳大利亞國家氣象局
由2008–09年氣旋季開始，澳大利亞國家氣象局只會使用一個列表的名字為熱帶氣旋命名。但澳大利亞國家氣象局仍在珀斯、達爾文和布里斯本設熱帶氣旋警告中心。並監控在澳大利亞地區的熱帶氣旋和為在雅加達熱帶氣旋警告中心和莫爾茲比港熱帶氣旋警告中心地區形成的熱帶氣旋發出特別警告。橙色字體為下一個將會使用的名字。
| Stan           | Tatiana       | Uriah           | Yvette（未用） | Alfred（未用） | Blanche（未用） | Caleb（未用） |
| Debbie（未用） | Ernie（未用） | Frances（未用） | Greg（未用）   | Hilda（未用）  | Isobel（未用）  | Joyce（未用） |

## 外部連結
- Joint Typhoon Warning Center (JTWC)（页面存档备份，存于）.
- Australian Bureau of Meteorology (TCWC's Perth, Darwin & Brisbane).
- Tropical Cyclone Warning Center Jakarta.
- World Meteorological Organization